# Hikikomori

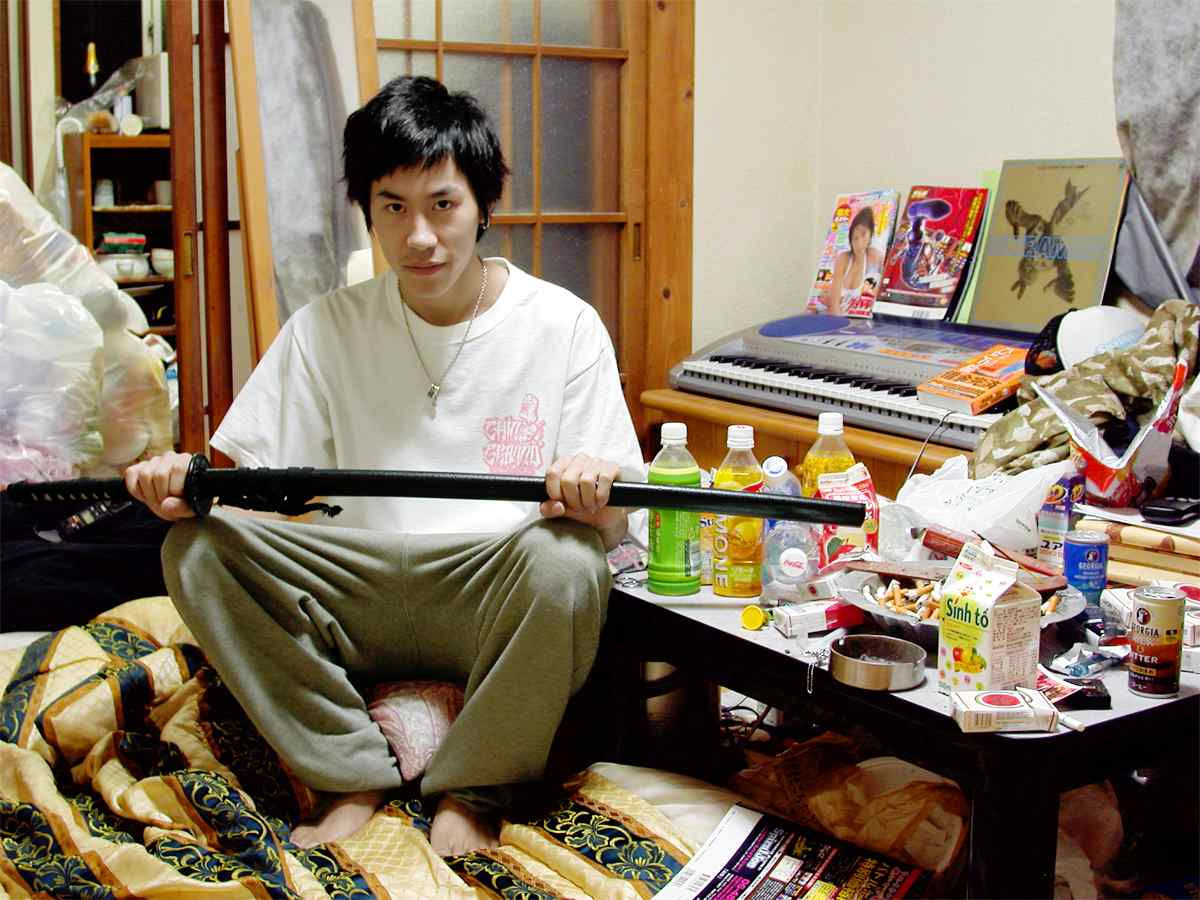
„Wycofany”

Hikikomori (jap. 引きこもり, 引き籠もり, 引き篭もり) – słowo (rzeczownik odczasownikowy) w języku japońskim, pochodzące od czasownika hikikomoru oznaczającego „wejście do środka i niewychodzenie na zewnątrz”, „ograniczenie się do przebywania w zamkniętej przestrzeni, domu, pokoju”. Hikikomori ma także znaczenie „wagarów” (futōkō 不登校) lub „odmowy pójścia, uczęszczania do szkoły” (tōkō-kyohi 登校拒否).

## Opis zjawiska
Słowo hikikomori nabrało nowego znaczenia w latach 90. XX wieku w wyniku badań naukowych zjawiska nasilającego się w Japonii, polegającego na izolowaniu się od społeczeństwa, zamknięcia się przez długi czas wewnątrz własnego domu lub pokoju i niemożności uczestnictwa w życiu społecznym.
Hikikomori, a właściwie shakaiteki hikikomori (ang. social withdrawal, pol. wycofanie społeczne) zdefiniowano jako: „Stan wycofania społecznego, polegający na niewychodzeniu do pracy lub szkoły, przez więcej niż sześć miesięcy, z wyjątkiem okazjonalnych wyjść, i niekomunikowaniu się z ludźmi z wyjątkiem członków rodziny”. Zdarza się, że niektórzy dotknięci tym stanem cierpią z powodu zaburzeń i chorób psychicznych, lecz są one z reguły powodowane długotrwałym życiem poza obszarem społecznych interakcji oraz prowadzeniem specyficznego stylu życia.
Oxford Dictionary definiuje to zjawisko jako: „(w Japonii) nienormalne unikanie kontaktów społecznych, zazwyczaj przez dorastających mężczyzn; osoba, która unika kontaktów społecznych”.
Zjawisko to zostało opisane m.in. w kontrowersyjnym bestsellerze pt. Shakaiteki hikikomori: Owaranai shishunki (1998), w którym japoński psychiatra Tamaki Saitō jako pierwszy uświadomił opinii publicznej ten społeczny problem „wycofania się”. Według jego szacunków, dotyczy on około miliona japońskich nastolatków i młodych dorosłych.
Nowsze (2019) badania rządowe wykazały, że około 613 tys. osób w wieku od 40 do 64 lat, głównie mężczyzn, to wycofani ze społeczeństwa. Liczebność tej grupy przekroczyła liczbę hikikomori w przedziale wieku od 15 do 39 lat.
Hikikomori po raz pierwszy zaobserwowano wśród młodzieży w Japonii w latach 90. XX wieku. W ostatnich latach zjawisko to zaczęło się ujawniać także w Korei Południowej i na Tajwanie oraz w mniejszym stopniu w Chinach, Hongkongu i Singapurze. Dotyczy ono głównie młodzieży płci męskiej i przejawia się izolowaniem się od społeczeństwa na kilka miesięcy lub lat. Osoby dotknięte tą dolegliwością zamykają się najczęściej w domu, unikając bezpośrednich spotkań z ludźmi. Polega to m.in. na tym, że dana osoba po powrocie ze szkoły spędza cały czas w swoim pokoju, nie kontaktuje się nawet z rodziną i najbliższymi.
Przykłady zachowań charakterystycznych:
- wychodząc ze swej „kryjówki” uważa, aby nikogo nie spotkać, np. w drodze do toalety;
- rodzice często zostawiają mu jedzenie pod drzwiami;
- do kontaktu ze światem zewnętrznym najczęściej używa Internetu.

Na początku XXI w. zaczął zmieniać się społeczny odbiór hikikomori. Niegdyś osoby dotknięte tą przypadłością traktowane były jak ludzie z marginesu społecznego. Obecnie są częściowo akceptowane w społeczeństwie, szczególnie wśród młodszych osób. Coraz częstszym przypadkiem jest również leczenie osoby chorej, z czym związane jest pojawienie się specjalistycznych klinik i lekarzy specjalizujących się w leczeniu hikikomori. Tworzone są także grupy wsparcia dla ich rodziców.
Praktykowane jest także wysyłanie specjalnie przeszkolonych osób, najczęściej kobiet, które przekonują chorych do wyjścia z zamknięcia.

## Przyczyny
- Presja społeczeństwa, środowiska, rodziny, strach przed porażką. Hikikomori zwykle zaczyna się jako odmowa uczęszczania do szkoły (tōkō-kyohi). Młodzi ludzie czują się często przytłoczeni wysokimi oczekiwaniami ich otoczenia i konkurencją. Uczniowie z reguły muszą uczęszczać na dodatkowe zajęcia prywatne po szkole. Od mężczyzn oczekuje się ukończenia dobrych studiów, znalezienia dobrej pracy i założenia rodziny. Zamknięcie się w pokoju jest formą eskapizmu, ucieczki od oczekiwań innych ludzi. Naganna jest każda odmienność od zwyczajów, reguł grupy.
- Rozbieżność, kontrast pomiędzy własnymi prawdziwymi uczuciami i pragnieniami a zachowaniem prezentowanym na zewnątrz (hon’ne to tatemae[2], ang. „inner feelings and public display”, „prawdziwe ego” a „twarz publiczna”) popychają ich do izolacji.
- Sytuacja finansowa. Zamożna klasa średnia ma środki finansowe na zapewnienie bytu i opieki dorosłemu dziecku. W rodzinach gorzej usytuowanych dzieci muszą rozpoczynać pracę wcześnie.
- Sytuacja rodzinna. Rodzice często nie potrafią rozpoznać początkowej izolacji swojego dziecka lub niewłaściwie reagują, a rozpieszczanie dziecka i nadopiekuńczość oraz wzajemna silna zależność, jak to ma miejsce zwłaszcza w związku matka-syn (amae)[2], upośledza niezależność młodzieży. Po II wojnie światowej zaszły w Japonii ogromne zmiany demograficzne z wieloma konsekwencjami dla społeczeństwa. Wzrosła średnia długość życia, ale jednocześnie drastycznie spadł wskaźnik urodzeń. Większość dzieci ma zarówno starszych rodziców, jak i mniej rodzeństwa niż ich rodzice w dzieciństwie. Dzieci nie muszą rywalizować o uwagę rodziców. Cała energia i oczekiwania rodziców skupiają się na niewielu dzieciach, których pragnienia są spełnione i które nie uczą się stawiać czoła presji i zwyciężać.
- Sytuacja na rynku pracy. Długotrwała stagnacja gospodarcza zmieniła japoński rynek pracy, którego deregulacja w następstwie globalizacji i przedłużającego się spowolnienia gospodarczego od początku lat 90. doprowadziła do drastycznego spadku stałego zatrudnienia. Podczas gdy poprzednie pokolenia pracowników mogły polegać na zatrudnieniu w swojej firmie aż do emerytury, dzisiaj młodzi dorośli często nie mogą znaleźć pracy. Zmusza to do reorientacji tradycyjnych celów życiowych[10][11].

## Hikikomori w kulturze popularnej
Motyw hikikomori zaczął pojawiać się w japońskiej kulturze popularnej. W tytułach przeznaczonych dla młodzieży bohaterami stają się życiowi nieudacznicy, co ma na celu ułatwić widzom zżycie się z postaciami, a w konsekwencji zwiększyć popularność tytułów.
Sposoby przedstawienia hikikomori różnią się w zależności od gatunku, do jakiego dany tytuł należy. W satyrycznej mandze Axis Powers Hetalia dwustuletnia izolacja Japonii porównana została właśnie do zachowania hikikomori. W anime Sayonara, zetsubō sensei na przykładzie głównego bohatera-nauczyciela pokazana została niechęć i nieudolność dorosłych do zajmowania się problemami młodych ludzi, którzy nie chcą opuszczać swoich pokoi. Motyw hikikomori został również pokazany w anime Rozen Maiden. Główny bohater, Jun Sakurada (nastolatek, który po wyjeździe rodziców za granicę przestał chodzić do szkoły), nie wychodzi z domu, zamyka się przed własną siostrą i zamawia mnóstwo rzeczy przez Internet.
Zjawisko hikikomori zostało realistycznie przedstawione w powieści NHK ni yōkoso!. Jej bohater pozostaje w tym stanie od czterech lat, opuszczając dom raz na tydzień, aby zakupić artykuły spożywcze. W powieści ukazana została postępująca degeneracja hikikomori, paranoja i ucieczka w narkotyki. Pomimo pomocy udzielonej bohaterowi z zewnątrz, całkowite wyleczenie nie następuje. NHK ni yōkoso! powstała na podstawie doświadczeń samego autora, również będącego hikikomori.
Hikikomori występuje również w serii Kagerou Project (Kagerō Purojekuto) pod postacią Shintarō Kisaragi – chłopaka, który po śmierci bliskiej przyjaciółki przez dwa lata nie wychodził z domu, rozmawiając jedynie z cybernetyczną dziewczyną Ene.
W serialu anime Working!! hikikomori jest siostra głównego bohatera, Izumi Takanashi. Kobieta o aparycji chorej osoby, całe dni spędza zamknięta w pokoju, poświęcając czas pisaniu powieści romantycznych.
Motyw hikikomori pojawia się również w anime Eromanga-sensei. Tym syndromem dotknięta jest jedna z dwóch głównych bohaterek - Sagiri Izumi, która niemal przez cały czas siedzi zamknięta w swoim pokoju i rysuje lubieżne rysunki dla swojego przybranego brata Masamunego, który jest pisarzem light novelek. Masamune za wszelką cenę pragnie wyciągnąć siostrę z trybu życia hikikomori, która pogrążyła się w tym w wyniku traumy wywołanej śmiercią matki.
Film Tokyo! w jednej ze swych części wyreżyserowanej przez Bong Joon-ho przedstawia w sposób groteskowy zjawisko hikikomori. Główny bohater jest zamknięty w swoim domu od dziesięciu lat, wszystkie niezbędne przedmioty zamawia przez telefon, a odbierając je nie nawiązuje z nikim kontaktu wzrokowego. Taki stan trwa, dopóki nie poznaje innej hikikomori.
W grze Omori gracz wciela się w postać Sunny, który się zamknął w swoim domu od czasu tragicznego wydarzenia sprzed czterech lat.